# Pararędziny
Pararędziny to gleby
- wytworzone ze skał okruchowych zawierających węglany, takie jak: piaskowce o lepiszczu węglanowym, łupki ilaste margliste (flisz) - w górach
- oraz skał niescementowanych tj. glin zwałowych, utworów pyłowych, iłów i piasków marglistych - na niżu

Zajmują ok. 1% powierzchni kraju. Są glebami litogenicznymi, a jednocześnie śródstrefowymi. Stanowią naturalne siedliska lasów liściastych.
Do tego typu należą :
- pararędziny inicjalne
- pararędziny właściwe
- pararędziny brunatne